# Bahujan Samajpartij

Vlag

De Bahujan Samajpartij (BSP) (Hindi: बहुजन समाज पार्टी) is een landelijke politieke partij in India met socialistische eigenschappen. De partij is in 1984 opgericht door Kanshi Ram en de partijleider is sinds 2001 de dalit Mayawati. Het partijsymbool is een witte olifant. De partij zegt zelf geïnspireerd te zijn door de filosofie van B.R. Ambedkar en is voornamelijk opgericht om de belangen van de dalits te dienen. Van oudsher komt de partij dan ook op voor de belangen van de scheduled castes en scheduled tribes die in het Indische kastenstelsel onder de other backward classes (OBC) staan, veelal kleine boeren die traditioneel vertegenwoordigd worden door de Samajwadi-partij.
De partij heeft haar machtsbasis in de noordelijke staat Uttar Pradesh, de grootste staat qua inwoneraantal van India, en vormt sinds 2007 de regering van deze staat met partijleider Mayawati als Chief Minister.

## Verkiezingen

### Vidhan Sabha van Uttar Pradesh
De partij heeft in Uttar Pradesh meerdere keren in een regeringscoalitie gezeten en vier keer de Chief Minister geleverd. De eerste regeringscoalitie waar de Bahujan Samajpartij aan deelnam was tussen 1993 en 1995 met de Samajwadi-partij (SP). Sindsdien is er echter steeds meer rivaliteit met de ideologisch verwante Samajwadi-partij en heeft ze enkele regeringscoalities gevormd met de rechts-nationalistische Bharatiya Janata-partij (BJP).
Tijdens de verkiezingen in 2007 voor de Vidhan Sabha, het lagerhuis van Uttar Pradesh, kreeg de partij 206 van de 403 zetels, een winst van 108 zetels, waarmee ze vooral de Samajwadi-partij versloegen. Met deze meerderheid konden ze zonder coalitiepartijen een regering vormen. Mayawati kreeg hiermee haar vierde termijn als Chief Minister.

### Lok Sabha
In juni 2008 verliet de partij de door de Congrespartij (INC) gedomineerde Verenigde Progressieve Alliantie. Tijdens de landelijke algemene verkiezingen voor de Lok Sabha in 2009 had ze zich aangesloten bij het Derde Front, een linkse alliantie. De Bahujan Samajpartij behaalde tijdens deze verkiezingen 21 van de 543 zetels, een winst van twee ten opzichte van 2004. Toch was dit een tegenvaller voor de partij, omdat er na de enorme winst in 2007 in Uttar Pradesh veel meer zetels werden verwacht. 

### Vidhan Sabha in andere staten
In andere staten werden bij lange na niet zo veel zetels behaald als in Uttar Pradesh. Toch is de partij in meerdere staten daar ook in de Vidhan Sabha vertegenwoordigd. In Madhya Pradesh haalde ze in november 2008 7 van de 230 zetels, een winst van 5 zetels ten opzichte van 2003. In Rajasthan haalde ze in diezelfde maand 6 van de 200 zetels, een winst van 4 zetels ten opzichte van 2003. In Bihar behaalde ze in oktober 2005 4 van de 243 zetels, een verlies van 1 zetel ten opzichte van 2000.